# Pride & Prejudice: A Latter-Day Comedy
Pride & Prejudice: A Latter-Day Comedy es una película de 2003 de la novela de Jane Austen, establecida en día moderno de Provo, Utah, en la Universidad Brigham Young. 

## Elenco
- Kam Heskin como Elizabeth Bennet.
- Orlando Seale como Will Darcy.
- Carmen Rasmusen como Charlotte Lucas.
- Ben Gourley como Charles Bingley.
- Lucila Sola como Jane Vasquez.
- Kelly Stables como Lydia Meryton.
- Amber Hamilton como Kitty Meryton (como Nicole Hamilton).
- Henry Maguire como Jack Wickam.
- Kara Holden como Caroline Bingley.
- Hubbel Palmer como William Collins.
- Honor Bliss como Anna Darcy.

## Banda sonora
1. "Nothing Wrong" (Stephanie Smith)
2. "Cake"
3. "Be With You" (Carmen Rasmusen)
4. "Bookstore Suite"
5. "Pillowtalk"
6. "All the Way" (Trey Warner)
7. "Dream on Dream" (Jeff Foster)
8. "Jane's Attraction"
9. "Elizabeth's Dream"
10. "My Baby" (Ben Carson)
11. "Bling Bling Daddy" (Scott Reinwand)
12. "Not Enough of You" (Ben Carson)
13. "Gathering"
14. "Unexpected Song" (Sarah Brightman)
15. "Condition of Desperation" (Randy Porter)
16. "Cowboy Rompin'" (Brilliant Stereo Mob)
17. "Match Point"
18. "Bingley Leaves"
19. "Self Portrait" (Stephanie Smith)
20. "Solid Comma Girl" (Brilliant Stereo Mob)
21. "Mutual Attraction"
22. "Life" (Coolhand)
23. "Can't Stand the Way You See Me" (Ben Carson/Scott Reinwand)
24. "My Giant" (Stephanie Smith)
25. "Nothing Wrong Reprise" (Jamen Brooks)